# Обекти на световното наследство в България
Общо 9 материални обекта от Списъка на световното културно и природно наследство на ЮНЕСКО, включително 7 културни и 2 природни обекта, се намират в България.
Нематериалните обекти в страната са хорът на Бистришките баби, ритуалът „нестинарство“, традицията на производство на „Чипровските килими“ и ритуалът „Сурова/Сурва“ и традиционната българска мартеница.

## Културно наследство
- Културно наследство
- Боянска църква (вписана през 1979 г.)[1]
- Ивановски скални църкви (вписани през 1979 г.)[2]
- Казанлъшката гробница (вписана през 1979 г.)[3]
- Мадарски конник (вписан през 1979 г.)[4]
- Стар град на Несебър (вписан през 1983 г.)[5]
- Рилски манастир (вписан през 1983 г.) [6]
- Свещарска гробница (вписана през 1985 г.)[7]

## Природно наследство
- Природно наследство
- Национален парк „Пирин“ (вписан през 1983 г.)[8]
- Природен резерват „Сребърна“ (вписан през 1983 г.)[9]

"Старите и първични букови гори на Карпатите и други региони в Европа" (вписан през 2019г). В България, включените гори се намират в Национален Парк "Централен Балкан". 

## Нематериално наследство
- Нематериално наследство
- Нестинарство (вписано през 2009 г.)[10][11][12][13][14]
- Сурва (вписано през 2015 г.)[15]
- Национален събор на българското народно творчество Копривщица: система от практики за представяне и предаване на културното наследство (вписано през 2016 г.)[16]
- Мартеница (вписана през 2017 г.) [17]